# 1951 na exploração espacial
O ano de 1951 viu uma extensa exploração do espaço pelos Estados Unidos e pela União Soviética usando foguetes suborbitais. Os soviéticos lançaram sua primeira série de testes biomédicos para o limite de 100 quilômetros do espaço (conforme definido pela Federação Aeronáutica Internacional). Várias agências americanas lançaram mais de uma dúzia de foguetes de sonoridade científica entre outros. A Marinha dos Estados Unidos lançou seu foguete de sondagem Viking pela sétima vez desde 1949, desta vez para um recorde de 219 km em agosto de 1951.
O desenvolvimento também continuou por ambas as superpotências em foguetes mais poderosas do que o V-2 alemão da era da Segunda Guerra Mundial, que inaugurou a era dos voos espaciais. A União Soviética avançou muito além de seu R-1 (uma cópia V-2) com o lançamento do foguete R-2, que poderia transportar uma tonelada de explosivos duas vezes mais longe que seu antecessor. Embora o ambicioso míssil balístico de alcance intermediário tenha sido cancelado em 1951, o projeto de míssil R-5 mais viável foi iniciado. Tanto a Força Aérea dos Estados Unidos quanto o Exército dos Estados Unidos iniciaram seus primeiros projetos de mísseis balísticos pós-V-2, Atlas para a força aérea e Redstone para o exército.

## Exploração espacial

Míssil soviético R-1

### Estados Unidos
O Exército dos Estados Unidos, Força Aérea dos Estados Unidos e o Applied Physics Laboratory continuaram seu uso do Aerobee em uma variedade de voos de física, aeronomia, fotografia, clima e foguetes de sondagem biomédica; no total, 11 foram lançados durante o ano. Dois deles compreenderam as primeiras missões biomédicas espaciais. Lançados pela Força Aérea e transportando ratos e macacos, (junto com um terceiro voo em 1952) determinaram que a breve exposição (~15 minutos) à aceleração, gravidade reduzida e radiação cósmica de alta altitude não teve efeitos negativos significativos.
A primeira geração de foguetes de sondagem Viking construídos pela Marinha dos Estados Unidos atingiu seu apogeu de desempenho com o voo do Viking 7, o único lançamento Viking de 1951. Lançado em 7 de agosto do Campo de Teste de Mísseis de White Sands, no Novo México, o foguete estabeleceu um novo recorde mundial de altitude de 219 km.:167-171, 236

### União Soviética
O R-1, o primeiro míssil balístico de longo alcance interno da União Soviética, foi aceito em serviço em novembro de 1950. Em janeiro de 1951, o teste de clima frio do R-1 para fins de garantia de qualidade foi conduzido.:149,152 Em 1 de junho, a produção do R-1 foi centralizada e transferida para uma antiga fábrica de automóveis em Dnepropetrovsk, e naquele mês, uma série de testes de R-1 foi lançada com sucesso para a borda do espaço, todos atingindo dentro de 5.5 km de seus alvos. Embora o R-1, uma cópia virtual do agora obsoleto V-2,:119 se não fosse uma arma particularmente formidável e praticamente não representasse nenhuma ameaça para o Ocidente, era inestimável no treinamento de engenheiros e equipes de mísseis, também como a criação de uma indústria de foguetes nascente na União Soviética.:152-3
Em 29 de janeiro de 1951, cães foram transportados em um dos voos de teste de inverno do R-1. Isso foi seguido no verão por seis lançamentos de R-1 especificamente projetados e equipados para voos biomédicos para determinar se os cães poderiam sobreviver aos rigores das viagens espaciais e ser recuperados. Três das missões foram bem-sucedidas.
O míssil R-2, o primeiro projeto soviético operacional a ter um cone de nariz separável, passou por uma segunda série de testes de treze voos em julho de 1951, apresentando uma falha. Aceito para serviço operacional em 27 de novembro de 1951, o projeto tinha um alcance de 600 km, o dobro do R-1, enquanto mantinha uma carga útil semelhante de cerca de 1.000 kg.:48-9

## Desenvolvimento de espaçonaves

### Força Aérea dos Estados Unidos
Em 1950, o desenvolvimento de mísseis balísticos, que nos Estados Unidos havia sido eclipsado desde a Segunda Guerra Mundial pelo desenvolvimento de mísseis guiados, recebeu prioridade nacional. Em janeiro de 1951, o Air Research and Development Command da Força Aérea dos Estados Unidos concedeu à Consolidated Vultee o contrato para o Atlas, o primeiro míssil balístico intercontinental dos Estados Unidos.:59-61 O Atlas passou a se tornar um dos principais foguetes dos programas espaciais tripulados e robóticos dos Estados Unidos,:32-39 orbitando pela primeira vez uma carga útil (SCORE) em 1958.:153,161-2

### Exército dos Estados Unidos
Em 15 de abril de 1950, Wernher von Braun e sua equipe de engenheiros de foguetes alemães foram transferidos de Fort Bliss para Redstone Arsenal no Alabama. Em 1951, a equipe de Redstone foi incumbida da pesquisa e desenvolvimento de mísseis guiados e do desenvolvimento e teste de foguetes livres, propelentes sólidos, JATOs e itens relacionados, tornando o Exército um líder no desenvolvimento de mísseis dos Estados Unidos. Seu trabalho levou à produção do míssil Redstone, lançado pela primeira vez em 1953, versões das quais finalmente lançaram o primeiro satélite artificial dos Estados Unidos, em 1958, e o primeiro astronauta dos Estados Unidos, em 1961.

### Marinha dos Estados Unidos
No verão de 1950, a equipe do Laboratório de Pesquisa Naval dos Estados Unidos (NRL) liderada por Milton Rosen começou a trabalhar em um foguete Viking aprimorado, capaz de atingir altitudes mais elevadas. A equipe alcançaria maior desempenho por meio de tanques de combustível maiores e peso reduzido em outras partes do foguete. Originalmente planejado para lançamento em 1951, o desenvolvimento da segunda geração Viking levou dois anos, e o primeiro dos novos foguetes não seria lançado até 6 de junho de 1952.:172-3, 236

### Universidade de Iowa
Em janeiro de 1951, James Van Allen, fundamental no desenvolvimento do foguete Aerobee, ingressou no departamento de física da Universidade de Iowa (SUI). Junto com o graduado da Universidade de Chicago, Melvin B. Gottlieb, e o primeiro aluno graduado da SUI de Van Allen, Leslie H. Meredith, eles começaram um programa de pesquisa de raios cósmicos de alta altitude usando equipamentos montados em balões. Lançada em 16 de junho de 1951, embora em 26 de janeiro de 1952,:7-10 essa experiência estabeleceu a base para foguetes de sondagem lançados por balão, que romperiam os limites do espaço pela primeira vez em 1954.:38

### União Soviética
A partir de 1947, o míssil G-1 (ou R-10) projetado pelos emigrantes alemães competiu com o R-2 projetado pelos soviéticos por equipes de engenharia e produção limitadas, com R-2 vencendo no final de 1949. Com o projeto paralisado por falta de recursos e interesse do governo, os soviéticos encerraram todos os trabalhos dos especialistas alemães em outubro de 1950. Em dezembro de 1951, o primeiro dos especialistas foi repatriado para a Alemanha Oriental (processo que os soviéticos concluíram em novembro de 1953).:69-70
O projeto de plano para o ambicioso alcance de 3.000 km R-3 foi aprovado em 7 de dezembro de 1949,:67 mas foi cancelado em 20 de outubro de 1951, outros projetos provando-se mais úteis e realizáveis.:275-6 Um deles era o míssil R-5, capaz de transportar a mesma carga útil que o R-1 e R-2, mas a uma distância de 1.200 km,:242 (o outro sendo o R-11, um míssil tático com metade do tamanho do R-1, mas com a mesma carga útil). O projeto conceitual do R-5 foi concluído em 30 de outubro de 1951.:97

## Lançamentos
Alemanha Nazista
 Estados Unidos
 União Soviética

### Janeiro
| Data e hora (UTC)   | Foguete                            | Foguete                          | Número do voo | Local de lançamento                           | Local de lançamento                      | LSP                                          | LSP                                          |
| Data e hora (UTC)   |                                    | Carga útil                       | Operador      | Órbita                                        | Função                                   | Decaimento (UTC)                             | Resultado                                    |
| Data e hora (UTC)   | Observações                        | Observações                      | Observações   | Observações                                   | Observações                              | Observações                                  |                                              |
| ------------------- | ---------------------------------- | -------------------------------- | ------------- | --------------------------------------------- | ---------------------------------------- | -------------------------------------------- | -------------------------------------------- |
| 18 de janeiro 20:14 | V-2                                | V-2                              |               | Complexo de lançamento 33 de White Sands      | Complexo de lançamento 33 de White Sands | General Electric/Exército dos Estados Unidos | General Electric/Exército dos Estados Unidos |
| 18 de janeiro 20:14 |                                    |                                  |               |                                               |                                          |                                              |                                              |
| 18 de janeiro 20:14 |                                    | NRL                              | Suborbital    | Solar                                         | 18 de janeiro                            | Falha de lançamento                          |                                              |
| 18 de janeiro 20:14 | Apogeu: 2 quilômetros (1,2 mi)     |                                  |               |                                               |                                          |                                              |                                              |
| 18 de janeiro 20:14 | Aerobee RTV-N-10                   | Aerobee RTV-N-10                 |               | Complexo de lançamento 33 de White Sands      | Complexo de lançamento 33 de White Sands | Marinha dos Estados Unidos                   | Marinha dos Estados Unidos                   |
| 18 de janeiro 20:14 |                                    |                                  |               |                                               |                                          |                                              |                                              |
| 18 de janeiro 20:14 |                                    | NRL, Exército dos Estados Unidos | Suborbital    | Ultravioleta solar, raio-x, liberação química | 18 de janeiro                            | Falha de lançamento                          |                                              |
| 18 de janeiro 20:14 | Apogeu: 1,6 quilômetros (0,99 mi)  |                                  |               |                                               |                                          |                                              |                                              |
| 22 de janeiro 22:55 | Aerobee RTV-N-10                   | Aerobee RTV-N-10                 |               | Complexo de lançamento 35 de White Sands      | Complexo de lançamento 35 de White Sands | Marinha dos Estados Unidos                   | Marinha dos Estados Unidos                   |
| 22 de janeiro 22:55 |                                    |                                  |               |                                               |                                          |                                              |                                              |
| 22 de janeiro 22:55 |                                    | Applied Physics Laboratory       | Suborbital    | Aeronomia                                     | 22 de janeiro                            | Sucesso                                      |                                              |
| 22 de janeiro 22:55 | Apogeu: 88,5 quilômetros (55,0 mi) |                                  |               |                                               |                                          |                                              |                                              |
| 25 de janeiro 22:55 | Aerobee RTV-N-10                   | Aerobee RTV-N-10                 |               | Complexo de lançamento 35 de White Sands      | Complexo de lançamento 35 de White Sands | Marinha dos Estados Unidos                   | Marinha dos Estados Unidos                   |
| 25 de janeiro 22:55 |                                    |                                  |               |                                               |                                          |                                              |                                              |
| 25 de janeiro 22:55 |                                    | Applied Physics Laboratory       | Suborbital    | Aeronomia de ozônio                           | 25 de janeiro                            | Sucesso                                      |                                              |
| 25 de janeiro 22:55 | Apogeu: 90,1 quilômetros (56,0 mi) |                                  |               |                                               |                                          |                                              |                                              |
| 29 de janeiro       | R-1                                | R-1                              |               | Kapustin Yar                                  | Kapustin Yar                             | OKB-1                                        | OKB-1                                        |
| 29 de janeiro       |                                    |                                  |               |                                               |                                          |                                              |                                              |
| 29 de janeiro       |                                    | OKB-1                            | Suborbital    | Teste de míssil                               | 29 de janeiro                            | Sucesso                                      |                                              |
| 30 de janeiro       | R-1                                | R-1                              |               | Kapustin Yar                                  | Kapustin Yar                             | OKB-1                                        | OKB-1                                        |
| 30 de janeiro       |                                    |                                  |               |                                               |                                          |                                              |                                              |
| 30 de janeiro       |                                    | OKB-1                            | Suborbital    | Teste de míssil                               | 30 de janeiro                            | Sucesso                                      |                                              |
| 31 de janeiro       | R-1                                | R-1                              |               | Kapustin Yar                                  | Kapustin Yar                             | OKB-1                                        | OKB-1                                        |
| 31 de janeiro       |                                    |                                  |               |                                               |                                          |                                              |                                              |
| 31 de janeiro       |                                    | OKB-1                            | Suborbital    | Teste de míssil                               | 31 de janeiro                            | Sucesso                                      |                                              |

### Fevereiro
| Data e hora (UTC)    | Foguete                            | Foguete                    | Número do voo | Local de lançamento                      | Local de lançamento                      | LSP                        | LSP                        |
| Data e hora (UTC)    |                                    | Carga útil                 | Operador      | Órbita                                   | Função                                   | Decaimento (UTC)           | Resultado                  |
| Data e hora (UTC)    | Observações                        | Observações                | Observações   | Observações                              | Observações                              | Observações                |                            |
| -------------------- | ---------------------------------- | -------------------------- | ------------- | ---------------------------------------- | ---------------------------------------- | -------------------------- | -------------------------- |
| 1 de fevereiro       | R-1                                | R-1                        |               | Kapustin Yar                             | Kapustin Yar                             | OKB-1                      | OKB-1                      |
| 1 de fevereiro       |                                    |                            |               |                                          |                                          |                            |                            |
| 1 de fevereiro       |                                    | OKB-1                      | Suborbital    | Teste de míssil                          | 1 de fevereiro                           | Sucesso                    |                            |
| 2 de fevereiro       | R-1                                | R-1                        |               | Kapustin Yar                             | Kapustin Yar                             | OKB-1                      | OKB-1                      |
| 2 de fevereiro       |                                    |                            |               |                                          |                                          |                            |                            |
| 2 de fevereiro       |                                    | OKB-1                      | Suborbital    | Teste de míssil                          | 2 de fevereiro                           | Sucesso                    |                            |
| 6 de fevereiro 17:20 | Aerobee RTV-N-10                   | Aerobee RTV-N-10           |               | Complexo de lançamento 35 de White Sands | Complexo de lançamento 35 de White Sands | Marinha dos Estados Unidos | Marinha dos Estados Unidos |
| 6 de fevereiro 17:20 |                                    |                            |               |                                          |                                          |                            |                            |
| 6 de fevereiro 17:20 |                                    | Applied Physics Laboratory | Suborbital    | Fotografia da terra                      | 6 de fevereiro                           | Sucesso                    |                            |
| 6 de fevereiro 17:20 | Apogeu: 98,2 quilômetros (61,0 mi) |                            |               |                                          |                                          |                            |                            |

### Março
| Data e hora (UTC) | Foguete                        | Foguete                   | Número do voo | Local de lançamento                      | Local de lançamento                      | LSP                                          | LSP                                          |
| Data e hora (UTC) |                                | Carga útil                | Operador      | Órbita                                   | Função                                   | Decaimento (UTC)                             | Resultado                                    |
| Data e hora (UTC) | Observações                    | Observações               | Observações   | Observações                              | Observações                              | Observações                                  |                                              |
| ----------------- | ------------------------------ | ------------------------- | ------------- | ---------------------------------------- | ---------------------------------------- | -------------------------------------------- | -------------------------------------------- |
| 9 de março 03:16  | V-2                            | V-2                       |               | Complexo de lançamento 33 de White Sands | Complexo de lançamento 33 de White Sands | General Electric/Exército dos Estados Unidos | General Electric/Exército dos Estados Unidos |
| 9 de março 03:16  |                                |                           |               |                                          |                                          |                                              |                                              |
| 9 de março 03:16  | Blossom IV-E                   | Air Materiel Command      | Suborbital    | Ionosférico, solar, aeronomia            | 9 de março                               | Falha de lançamento                          |                                              |
| 9 de março 03:16  | Apogeu: 3 quilômetros (1,9 mi) |                           |               |                                          |                                          |                                              |                                              |
| 28 de março 23:14 | Aerobee RTV-A-1                | Aerobee RTV-A-1           |               | Complexo de lançamento A de Holloman     | Complexo de lançamento A de Holloman     | Força Aérea dos Estados Unidos               | Força Aérea dos Estados Unidos               |
| 28 de março 23:14 |                                |                           |               |                                          |                                          |                                              |                                              |
| 28 de março 23:14 |                                | Air Force Systems Command | Suborbital    | Aeronomia                                | 28 de março                              | Sucesso                                      |                                              |
| 28 de março 23:14 | Apogeu: 68 quilômetros (42 mi) |                           |               |                                          |                                          |                                              |                                              |

### Abril
| Data e hora (UTC) | Foguete                                                                                  | Foguete                   | Número do voo | Local de lançamento                  | Local de lançamento                  | LSP                            | LSP                            |
| Data e hora (UTC) |                                                                                          | Carga útil                | Operador      | Órbita                               | Função                               | Decaimento (UTC)               | Resultado                      |
| Data e hora (UTC) | Observações                                                                              | Observações               | Observações   | Observações                          | Observações                          | Observações                    |                                |
| ----------------- | ---------------------------------------------------------------------------------------- | ------------------------- | ------------- | ------------------------------------ | ------------------------------------ | ------------------------------ | ------------------------------ |
| 12 de abril 17:26 | Aerobee RTV-A-1                                                                          | Aerobee RTV-A-1           |               | Complexo de lançamento A de Holloman | Complexo de lançamento A de Holloman | Força Aérea dos Estados Unidos | Força Aérea dos Estados Unidos |
| 12 de abril 17:26 |                                                                                          |                           |               |                                      |                                      |                                |                                |
| 12 de abril 17:26 | Aeromed 1                                                                                | Air Force Systems Command | Suborbital    | Radiação solar                       | 12 de abril                          | Falha parcial                  |                                |
| 12 de abril 17:26 | Apogeu: 20 quilômetros (12 mi)                                                           |                           |               |                                      |                                      |                                |                                |
| 18 de abril 18:39 | Aerobee RTV-A-1                                                                          | Aerobee RTV-A-1           |               | Complexo de lançamento A de Holloman | Complexo de lançamento A de Holloman | Força Aérea dos Estados Unidos | Força Aérea dos Estados Unidos |
| 18 de abril 18:39 |                                                                                          |                           |               |                                      |                                      |                                |                                |
| 18 de abril 18:39 | Aeromed 1                                                                                | Air Force Systems Command | Suborbital    | Biomédica                            | 18 de abril                          | Sucesso                        |                                |
| 18 de abril 18:39 | Primeira missão biomédica do Aerobee, carregou um macaco; apogeu: 61 quilômetros (38 mi) |                           |               |                                      |                                      |                                |                                |

### Maio
| Data e hora (UTC) | Foguete                          | Foguete         | Número do voo | Local de lançamento                  | Local de lançamento                  | LSP                            | LSP                            |
| Data e hora (UTC) |                                  | Carga útil      | Operador      | Órbita                               | Função                               | Decaimento (UTC)               | Resultado                      |
| Data e hora (UTC) | Observações                      | Observações     | Observações   | Observações                          | Observações                          | Observações                    |                                |
| ----------------- | -------------------------------- | --------------- | ------------- | ------------------------------------ | ------------------------------------ | ------------------------------ | ------------------------------ |
| 29 de maio 19:46  | Aerobee RTV-A-1                  | Aerobee RTV-A-1 |               | Complexo de lançamento A de Holloman | Complexo de lançamento A de Holloman | Força Aérea dos Estados Unidos | Força Aérea dos Estados Unidos |
| 29 de maio 19:46  |                                  |                 |               |                                      |                                      |                                |                                |
| 29 de maio 19:46  |                                  | ARDC            | Suborbital    | Ionosférico                          | 29 de maio                           | Falha de lançamento            |                                |
| 29 de maio 19:46  | Apogeu: 3,7 quilômetros (2,3 mi) |                 |               |                                      |                                      |                                |                                |

### Junho
| Data e hora (UTC) | Foguete                            | Foguete                     | Número do voo | Local de lançamento                      | Local de lançamento                      | LSP                                          | LSP                                          |
| Data e hora (UTC) |                                    | Carga útil                  | Operador      | Órbita                                   | Função                                   | Decaimento (UTC)                             | Resultado                                    |
| Data e hora (UTC) | Observações                        | Observações                 | Observações   | Observações                              | Observações                              | Observações                                  |                                              |
| ----------------- | ---------------------------------- | --------------------------- | ------------- | ---------------------------------------- | ---------------------------------------- | -------------------------------------------- | -------------------------------------------- |
| 8 de junho 00:11  | Aerobee RTV-A-1                    | Aerobee RTV-A-1             |               | Complexo de lançamento A de Holloman     | Complexo de lançamento A de Holloman     | Força Aérea dos Estados Unidos               | Força Aérea dos Estados Unidos               |
| 8 de junho 00:11  |                                    |                             |               |                                          |                                          |                                              |                                              |
| 8 de junho 00:11  |                                    | ARDC                        | Suborbital    | Raio-X solar, aeronomia                  | 8 de junho                               | Sucesso                                      |                                              |
| 8 de junho 00:11  | Apogeu: 88,5 quilômetros (55,0 mi) |                             |               |                                          |                                          |                                              |                                              |
| 8 de junho 01:18  | Aerobee XASR-SC-1                  | Aerobee XASR-SC-1           |               | Complexo de lançamento 35 de White Sands | Complexo de lançamento 35 de White Sands | Exército dos Estados Unidos                  | Exército dos Estados Unidos                  |
| 8 de junho 01:18  |                                    |                             |               |                                          |                                          |                                              |                                              |
| 8 de junho 01:18  |                                    | Exército dos Estados Unidos | Suborbital    | Aeronomia                                | 8 de junho                               | Falha de lançamento                          |                                              |
| 8 de junho 01:18  | Apogeu: 6,4 quilômetros (4,0 mi)   |                             |               |                                          |                                          |                                              |                                              |
| 9 de junho 06:11  | Aerobee XASR-SC-1                  | Aerobee XASR-SC-1           |               | Complexo de lançamento 35 de White Sands | Complexo de lançamento 35 de White Sands | Exército dos Estados Unidos                  | Exército dos Estados Unidos                  |
| 9 de junho 06:11  |                                    |                             |               |                                          |                                          |                                              |                                              |
| 9 de junho 06:11  |                                    | Exército dos Estados Unidos | Suborbital    | Aeronomia                                | 9 de junho                               | Falha de lançamento                          |                                              |
| 9 de junho 06:11  | Apogeu: 67 quilômetros (42 mi)     |                             |               |                                          |                                          |                                              |                                              |
| 13 de junho       | R-1                                | R-1                         |               | Kapustin Yar                             | Kapustin Yar                             | OKB-1                                        | OKB-1                                        |
| 13 de junho       |                                    |                             |               |                                          |                                          |                                              |                                              |
| 13 de junho       |                                    | OKB-1                       | Suborbital    | Teste de míssil                          | 13 de junho                              | Sucesso                                      |                                              |
| 14 de junho 13:48 | V-2                                | V-2                         |               | Complexo de lançamento 33 de White Sands | Complexo de lançamento 33 de White Sands | General Electric/Exército dos Estados Unidos | General Electric/Exército dos Estados Unidos |
| 14 de junho 13:48 |                                    |                             |               |                                          |                                          |                                              |                                              |
| 14 de junho 13:48 |                                    | NRL, US Army                | Suborbital    | Solar                                    | 14 de junho                              | Falha de lançamento                          |                                              |
| 14 de junho       | R-1                                | R-1                         |               | Kapustin Yar                             | Kapustin Yar                             | OKB-1                                        | OKB-1                                        |
| 14 de junho       |                                    |                             |               |                                          |                                          |                                              |                                              |
| 14 de junho       |                                    | OKB-1                       | Suborbital    | Teste de míssil                          | 14 de junho                              | Sucesso                                      |                                              |
| 18 de junho       | R-1                                | R-1                         |               | Kapustin Yar                             | Kapustin Yar                             | OKB-1                                        | OKB-1                                        |
| 18 de junho       |                                    |                             |               |                                          |                                          |                                              |                                              |
| 18 de junho       |                                    | OKB-1                       | Suborbital    | Teste de míssil                          | 18 de junho                              | Sucesso                                      |                                              |
| 19 de junho       | R-1                                | R-1                         |               | Kapustin Yar                             | Kapustin Yar                             | OKB-1                                        | OKB-1                                        |
| 19 de junho       |                                    |                             |               |                                          |                                          |                                              |                                              |
| 19 de junho       |                                    | OKB-1                       | Suborbital    | Teste de míssil                          | 19 de junho                              | Sucesso                                      |                                              |
| 20 de junho       | R-1                                | R-1                         |               | Kapustin Yar                             | Kapustin Yar                             | OKB-1                                        | OKB-1                                        |
| 20 de junho       |                                    |                             |               |                                          |                                          |                                              |                                              |
| 20 de junho       |                                    | OKB-1                       | Suborbital    | Teste de míssil                          | 20 de junho                              | Sucesso                                      |                                              |
| 22 de junho       | R-1                                | R-1                         |               | Kapustin Yar                             | Kapustin Yar                             | OKB-1                                        | OKB-1                                        |
| 22 de junho       |                                    |                             |               |                                          |                                          |                                              |                                              |
| 22 de junho       |                                    | OKB-1                       | Suborbital    | Teste de míssil                          | 22 de junho                              | Sucesso                                      |                                              |
| 23 de junho       | R-1                                | R-1                         |               | Kapustin Yar                             | Kapustin Yar                             | OKB-1                                        | OKB-1                                        |
| 23 de junho       |                                    |                             |               |                                          |                                          |                                              |                                              |
| 23 de junho       |                                    | OKB-1                       | Suborbital    | Teste de míssil                          | 23 de junho                              | Sucesso                                      |                                              |
| 24 de junho       | R-1                                | R-1                         |               | Kapustin Yar                             | Kapustin Yar                             | OKB-1                                        | OKB-1                                        |
| 24 de junho       |                                    |                             |               |                                          |                                          |                                              |                                              |
| 24 de junho       |                                    | OKB-1                       | Suborbital    | Teste de míssil                          | 24 de junho                              | Sucesso                                      |                                              |
| 25 de junho       | R-1                                | R-1                         |               | Kapustin Yar                             | Kapustin Yar                             | OKB-1                                        | OKB-1                                        |
| 25 de junho       |                                    |                             |               |                                          |                                          |                                              |                                              |
| 25 de junho       |                                    | OKB-1                       | Suborbital    | Teste de míssil                          | 25 de junho                              | Sucesso                                      |                                              |
| 26 de junho       | R-1                                | R-1                         |               | Kapustin Yar                             | Kapustin Yar                             | OKB-1                                        | OKB-1                                        |
| 26 de junho       |                                    |                             |               |                                          |                                          |                                              |                                              |
| 26 de junho       |                                    | OKB-1                       | Suborbital    | Teste de míssil                          | 26 de junho                              | Sucesso                                      |                                              |
| 27 de junho       | R-1                                | R-1                         |               | Kapustin Yar                             | Kapustin Yar                             | OKB-1                                        | OKB-1                                        |
| 27 de junho       |                                    |                             |               |                                          |                                          |                                              |                                              |
| 27 de junho       |                                    | OKB-1                       | Suborbital    | Teste de míssil                          | 27 de junho                              | Sucesso                                      |                                              |
| 28 de junho 21:43 | V-2                                | V-2                         |               | Complexo de lançamento 33 de White Sands | Complexo de lançamento 33 de White Sands | General Electric/Exército dos Estados Unidos | General Electric/Exército dos Estados Unidos |
| 28 de junho 21:43 |                                    |                             |               |                                          |                                          |                                              |                                              |
| 28 de junho 21:43 | Blossom IV-F                       | ARDC                        | Suborbital    | Solar, aeronomia                         | 28 de junho                              | Falha de lançamento                          |                                              |
| 28 de junho 21:43 | Apogeu: 5,8 quilômetros (3,6 mi)   |                             |               |                                          |                                          |                                              |                                              |

### Julho
| Data e hora (UTC) | Foguete                                                                                              | Foguete         | Número do voo | Local de lançamento                  | Local de lançamento                  | LSP                            | LSP                            |
| Data e hora (UTC) | | Carga útil      | Operador      | Órbita                               | Função                               | Decaimento (UTC)               | Resultado                      |
| Data e hora (UTC) | Observações                                                                                          | Observações     | Observações   | Observações                          | Observações                          | Observações                    |                                |
| ----------------- | --- | --------------- | ------------- | ------------------------------------ | ------------------------------------ | ------------------------------ | ------------------------------ |
| 2 de julho        | R-2                                                                                                  | R-2             |               | Kapustin Yar                         | Kapustin Yar                         | OKB-1                          | OKB-1                          |
| 2 de julho        | |                 |               |                                      |                                      |                                |                                |
| 2 de julho        | | OKB-1           | Suborbital    | Teste de míssil                      | 2 de julho                           |                                |                                |
| 2 de julho        | Primeiro de treze lançamentos, 12 dos quais atingiram a área-alvo.:97                                |                 |               |                                      |                                      |                                |                                |
| Julho             | R-2                                                                                                  | R-2             |               | Kapustin Yar                         | Kapustin Yar                         | OKB-1                          | OKB-1                          |
| Julho             | |                 |               |                                      |                                      |                                |                                |
| Julho             | | OKB-1           | Suborbital    | Teste de míssil                      | Mesmo dia                            |                                |                                |
| Julho             | Segundo de treze lançamentos, 12 dos quais atingiram a área-alvo.:97                                 |                 |               |                                      |                                      |                                |                                |
| Julho             | R-2                                                                                                  | R-2             |               | Kapustin Yar                         | Kapustin Yar                         | OKB-1                          | OKB-1                          |
| Julho             | |                 |               |                                      |                                      |                                |                                |
| Julho             | | OKB-1           | Suborbital    | Teste de míssil                      | Mesmo dia                            |                                |                                |
| Julho             | Terceiro de treze lançamentos, 12 dos quais atingiram a área-alvo.:97                                |                 |               |                                      |                                      |                                |                                |
| Julho             | R-2                                                                                                  | R-2             |               | Kapustin Yar                         | Kapustin Yar                         | OKB-1                          | OKB-1                          |
| Julho             | |                 |               |                                      |                                      |                                |                                |
| Julho             | | OKB-1           | Suborbital    | Teste de míssil                      | Mesmo dia                            |                                |                                |
| Julho             | Quarto de treze lançamentos, 12 dos quais atingiram a área-alvo.:97                                  |                 |               |                                      |                                      |                                |                                |
| Julho             | R-2                                                                                                  | R-2             |               | Kapustin Yar                         | Kapustin Yar                         | OKB-1                          | OKB-1                          |
| Julho             | |                 |               |                                      |                                      |                                |                                |
| Julho             | | OKB-1           | Suborbital    | Teste de míssil                      | Mesmo dia                            |                                |                                |
| Julho             | Quinto dos treze lançamentos, 12 dos quais atingiram a área-alvo.:97                                 |                 |               |                                      |                                      |                                |                                |
| Julho             | R-2                                                                                                  | R-2             |               | Kapustin Yar                         | Kapustin Yar                         | OKB-1                          | OKB-1                          |
| Julho             | |                 |               |                                      |                                      |                                |                                |
| Julho             | | OKB-1           | Suborbital    | Teste de míssil                      | Mesmo dia                            |                                |                                |
| Julho             | Sexto de treze lançamentos, 12 dos quais atingiram a área-alvo.:97                                   |                 |               |                                      |                                      |                                |                                |
| Julho             | R-2                                                                                                  | R-2             |               | Kapustin Yar                         | Kapustin Yar                         | OKB-1                          | OKB-1                          |
| Julho             | |                 |               |                                      |                                      |                                |                                |
| Julho             | | OKB-1           | Suborbital    | Teste de míssil                      | Mesmo dia                            |                                |                                |
| Julho             | Sétimo de treze lançamentos, 12 dos quais atingiram a área-alvo.:97                                  |                 |               |                                      |                                      |                                |                                |
| Julho             | R-2                                                                                                  | R-2             |               | Kapustin Yar                         | Kapustin Yar                         | OKB-1                          | OKB-1                          |
| Julho             | |                 |               |                                      |                                      |                                |                                |
| Julho             | | OKB-1           | Suborbital    | Teste de míssil                      | Mesmo dia                            |                                |                                |
| Julho             | Oitavo de treze lançamentos, 12 dos quais atingiram a área-alvo.:97                                  |                 |               |                                      |                                      |                                |                                |
| Julho             | R-2                                                                                                  | R-2             |               | Kapustin Yar                         | Kapustin Yar                         | OKB-1                          | OKB-1                          |
| Julho             | |                 |               |                                      |                                      |                                |                                |
| Julho             | | OKB-1           | Suborbital    | Teste de míssil                      | Mesmo dia                            |                                |                                |
| Julho             | Nono dos treze lançamentos, 12 dos quais atingiram a área-alvo.:97                                   |                 |               |                                      |                                      |                                |                                |
| Julho             | R-2                                                                                                  | R-2             |               | Kapustin Yar                         | Kapustin Yar                         | OKB-1                          | OKB-1                          |
| Julho             | |                 |               |                                      |                                      |                                |                                |
| Julho             | | OKB-1           | Suborbital    | Teste de míssil                      | Mesmo dia                            |                                |                                |
| Julho             | Décimo de treze lançamentos, 12 dos quais atingiram a área-alvo.:97                                  |                 |               |                                      |                                      |                                |                                |
| Julho             | R-2                                                                                                  | R-2             |               | Kapustin Yar                         | Kapustin Yar                         | OKB-1                          | OKB-1                          |
| Julho             | |                 |               |                                      |                                      |                                |                                |
| Julho             | | OKB-1           | Suborbital    | Teste de míssil                      | Mesmo dia                            |                                |                                |
| Julho             | Décimo primeiro de treze lançamentos, 12 dos quais atingiram a área-alvo.:97                         |                 |               |                                      |                                      |                                |                                |
| Julho             | R-2                                                                                                  | R-2             |               | Kapustin Yar                         | Kapustin Yar                         | OKB-1                          | OKB-1                          |
| Julho             | |                 |               |                                      |                                      |                                |                                |
| Julho             | | OKB-1           | Suborbital    | Teste de míssil                      | Mesmo dia                            |                                |                                |
| Julho             | Décimo segundo de treze lançamentos, 12 dos quais atingiram a área-alvo.:97                          |                 |               |                                      |                                      |                                |                                |
| 22 de julho       | R-1V                                                                                                 | R-1V            |               | Kapustin Yar                         | Kapustin Yar                         | OKB-1                          | OKB-1                          |
| 22 de julho       | |                 |               |                                      |                                      |                                |                                |
| 22 de julho       | | OKB-1           | Suborbital    | Biológico                            | 22 de julho                          | Sucesso                        |                                |
| 22 de julho       | Apogeu: 100 quilômetros (62 mi); os cães Dezik e Zhegan foram transportados no espaço e recuperados. |                 |               |                                      |                                      |                                |                                |
| 25 de julho 16:26 | Aerobee RTV-A-1                                                                                      | Aerobee RTV-A-1 |               | Complexo de lançamento A de Holloman | Complexo de lançamento A de Holloman | Força Aérea dos Estados Unidos | Força Aérea dos Estados Unidos |
| 25 de julho 16:26 | |                 |               |                                      |                                      |                                |                                |
| 25 de julho 16:26 | | ARDC            | Suborbital    | Pesquisa Airglow                     | 25 de julho                          | Sucesso                        |                                |
| 25 de julho 16:26 | Apogeu: 88,5 quilômetros (55,0 mi)                                                                   |                 |               |                                      |                                      |                                |                                |
| 27 de julho       | R-2                                                                                                  | R-2             |               | Kapustin Yar                         | Kapustin Yar                         | OKB-1                          | OKB-1                          |
| 27 de julho       | |                 |               |                                      |                                      |                                |                                |
| 27 de julho       | | OKB-1           | Suborbital    | Teste de míssil                      | 27 de julho                          |                                |                                |
| 27 de julho       | Último dos treze lançamentos, 12 dos quais atingiram a área-alvo.:97                                 |                 |               |                                      |                                      |                                |                                |
| 29 de julho       | R-1B                                                                                                 | R-1B            |               | Kapustin Yar                         | Kapustin Yar                         | OKB-1                          | OKB-1                          |
| 29 de julho       | |                 |               |                                      |                                      |                                |                                |
| 29 de julho       | | OKB-1           | Suborbital    | Biológico                            | 29 de julho                          | Falha                          |                                |
| 29 de julho       | Falha elétrica, sem recuperação de carga útil; cães carregados não sobreviveram.                     |                 |               |                                      |                                      |                                |                                |

### Agosto
| Data e hora (UTC)  | Foguete                                                                                                  | Foguete                     | Número do voo | Local de lançamento                             | Local de lançamento                             | LSP                            | LSP                            |
| Data e hora (UTC)  | | Carga útil                  | Operador      | Órbita                                          | Função                                          | Decaimento (UTC)               | Resultado                      |
| Data e hora (UTC)  | Observações                                                                                              | Observações                 | Observações   | Observações                                     | Observações                                     | Observações                    |                                |
| ------------------ | --- | --------------------------- | ------------- | ----------------------------------------------- | ----------------------------------------------- | ------------------------------ | ------------------------------ |
| 7 de agosto 16:36  | Aerobee RTV-A-1                                                                                          | Aerobee RTV-A-1             |               | Complexo de lançamento A de Holloman            | Complexo de lançamento A de Holloman            | Força Aérea dos Estados Unidos | Força Aérea dos Estados Unidos |
| 7 de agosto 16:36  | |                             |               |                                                 |                                                 |                                |                                |
| 7 de agosto 16:36  | | Air Force Systems Command   | Suborbital    | Ionosférico                                     | 7 de agosto                                     | Sucesso                        |                                |
| 7 de agosto 16:36  | Apogeu: 68 quilômetros (42 mi)                                                                           |                             |               |                                                 |                                                 |                                |                                |
| 7 de agosto 18:00  | Viking (primeiro modelo)                                                                                 | Viking (primeiro modelo)    |               | Área de lançamento 1 do exército em White Sands | Área de lançamento 1 do exército em White Sands | Martin                         | Martin                         |
| 7 de agosto 18:00  | |                             |               |                                                 |                                                 |                                |                                |
| 7 de agosto 18:00  | Viking 7                                                                                                 | NRL                         | Suborbital    | Ionosférico/Solar                               | 7 de agosto                                     | Sucesso                        |                                |
| 7 de agosto 18:00  | Apogeu: 219 quilômetros (140 mi)                                                                         |                             |               |                                                 |                                                 |                                |                                |
| 15 de agosto       | R-1B | R-1B                        |               | Kapustin Yar                                    | Kapustin Yar                                    | OKB-1                          | OKB-1                          |
| 15 de agosto       | |                             |               |                                                 |                                                 |                                |                                |
| 15 de agosto       | | OKB-1                       | Suborbital    | Solar/Biológico                                 | 15 de agosto                                    | Sucesso                        |                                |
| 15 de agosto       | Carregados cães, recuperados                                                                             |                             |               |                                                 |                                                 |                                |                                |
| 19 de agosto       | R-1V | R-1V                        |               | Kapustin Yar                                    | Kapustin Yar                                    | OKB-1                          | OKB-1                          |
| 19 de agosto       | |                             |               |                                                 |                                                 |                                |                                |
| 19 de agosto       | | OKB-1                       | Suborbital    | Biológico                                       | 19 de agosto                                    | Sucesso                        |                                |
| 19 de agosto       | Carregados cães, recuperados                                                                             |                             |               |                                                 |                                                 |                                |                                |
| 22 de agosto 19:00 | V-2 | V-2                         |               | Complexo de lançamento 33 de White Sands        | Complexo de lançamento 33 de White Sands        | Exército dos Estados Unidos    | Exército dos Estados Unidos    |
| 22 de agosto 19:00 | |                             |               |                                                 |                                                 |                                |                                |
| 22 de agosto 19:00 | | Exército dos Estados Unidos | Suborbital    | Teste                                           | 22 de agosto                                    | Sucesso                        |                                |
| 22 de agosto 19:00 | Primeiro, do Exército após a conclusão do contrato da General Electric; apogeu: 213 quilômetros (130 mi) |                             |               |                                                 |                                                 |                                |                                |
| 28 de agosto       | R-1B | R-1B                        |               | Kapustin Yar                                    | Kapustin Yar                                    | OKB-1                          | OKB-1                          |
| 28 de agosto       | |                             |               |                                                 |                                                 |                                |                                |
| 28 de agosto       | | OKB-1                       | Suborbital    | Biológico                                       | 28 de agosto                                    | Sucesso                        |                                |
| 30 de agosto 22:40 | Aerobee RTV-A-1b                                                                                         | Aerobee RTV-A-1b            |               | Complexo de lançamento A de Holloman            | Complexo de lançamento A de Holloman            | Força Aérea dos Estados Unidos | Força Aérea dos Estados Unidos |
| 30 de agosto 22:40 | |                             |               |                                                 |                                                 |                                |                                |
| 30 de agosto 22:40 | | Air Force Systems Command   | Suborbital    | Ionosférico                                     | 30 de agosto                                    | Sucesso                        |                                |
| 30 de agosto 22:40 | Apogeu: 68 quilômetros (42 mi)                                                                           |                             |               |                                                 |                                                 |                                |                                |

### Setembro
| Data e hora (UTC)    | Foguete                                               | Foguete                     | Número do voo | Local de lançamento                      | Local de lançamento                      | LSP                            | LSP                            |
| Data e hora (UTC)    |                                                       | Carga útil                  | Operador      | Órbita                                   | Função                                   | Decaimento (UTC)               | Resultado                      |
| Data e hora (UTC)    | Observações                                           | Observações                 | Observações   | Observações                              | Observações                              | Observações                    |                                |
| -------------------- | ----------------------------------------------------- | --------------------------- | ------------- | ---------------------------------------- | ---------------------------------------- | ------------------------------ | ------------------------------ |
| 3 de setembro        | R-1B                                                  | R-1B                        |               | Kapustin Yar                             | Kapustin Yar                             | OKB-1                          | OKB-1                          |
| 3 de setembro        |                                                       |                             |               |                                          |                                          |                                |                                |
| 3 de setembro        |                                                       | OKB-1                       | Suborbital    | Biológico                                | 3 de setembro                            | Sucesso                        |                                |
| 3 de setembro        | Carregados cães, recuperados                          |                             |               |                                          |                                          |                                |                                |
| 13 de setembro 11:37 | Aerobee RTV-A-1                                       | Aerobee RTV-A-1             |               | Complexo de lançamento A de Holloman     | Complexo de lançamento A de Holloman     | Força Aérea dos Estados Unidos | Força Aérea dos Estados Unidos |
| 13 de setembro 11:37 |                                                       |                             |               |                                          |                                          |                                |                                |
| 13 de setembro 11:37 |                                                       | Air Force Systems Command   | Suborbital    | Aeronomia                                | 13 de setembro                           | Sucesso                        |                                |
| 13 de setembro 11:37 | Apogeu: 75,7 quilômetros (47,0 mi)                    |                             |               |                                          |                                          |                                |                                |
| 20 de setembro 16:31 | Aerobee RTV-A-1                                       | Aerobee RTV-A-1             |               | Complexo de lançamento A de Holloman     | Complexo de lançamento A de Holloman     | Força Aérea dos Estados Unidos | Força Aérea dos Estados Unidos |
| 20 de setembro 16:31 |                                                       |                             |               |                                          |                                          |                                |                                |
| 20 de setembro 16:31 | Aeromed 2                                             | Air Force Systems Command   | Suborbital    | Biomédica                                | 20 de setembro                           | Sucesso                        |                                |
| 20 de setembro 16:31 | Carregou 11 ratos, apogeu: 70,8 quilômetros (44,0 mi) |                             |               |                                          |                                          |                                |                                |
| 27 de setembro 00:06 | Aerobee XASR-SC-1                                     | Aerobee XASR-SC-1           |               | Complexo de lançamento 35 de White Sands | Complexo de lançamento 35 de White Sands | Exército dos Estados Unidos    | Exército dos Estados Unidos    |
| 27 de setembro 00:06 |                                                       |                             |               |                                          |                                          |                                |                                |
| 27 de setembro 00:06 |                                                       | Exército dos Estados Unidos | Suborbital    | Aeronomia                                | 27 de setembro                           | Sucesso                        |                                |
| 27 de setembro 00:06 | Apogeu: 68,9 quilômetros (42,8 mi)                    |                             |               |                                          |                                          |                                |                                |

### Outubro
| Data e hora (UTC)   | Foguete                         | Foguete                     | Número do voo | Local de lançamento                      | Local de lançamento                      | LSP                            | LSP                            |
| Data e hora (UTC)   |                                 | Carga útil                  | Operador      | Órbita                                   | Função                                   | Decaimento (UTC)               | Resultado                      |
| Data e hora (UTC)   | Observações                     | Observações                 | Observações   | Observações                              | Observações                              | Observações                    |                                |
| ------------------- | ------------------------------- | --------------------------- | ------------- | ---------------------------------------- | ---------------------------------------- | ------------------------------ | ------------------------------ |
| 17 de outubro 18:17 | Aerobee RTV-A-1                 | Aerobee RTV-A-1             |               | Complexo de lançamento A de Holloman     | Complexo de lançamento A de Holloman     | Força Aérea dos Estados Unidos | Força Aérea dos Estados Unidos |
| 17 de outubro 18:17 |                                 |                             |               |                                          |                                          |                                |                                |
| 17 de outubro 18:17 |                                 | Air Force Systems Command   | Suborbital    | Ionosférico                              | 17 de outubro                            | Sucesso                        |                                |
| 17 de outubro 18:17 | Apogeu: 114 quilômetros (71 mi) |                             |               |                                          |                                          |                                |                                |
| 29 de outubro 21:04 | V-2                             | V-2                         |               | Complexo de lançamento 33 de White Sands | Complexo de lançamento 33 de White Sands | Exército dos Estados Unidos    | Exército dos Estados Unidos    |
| 29 de outubro 21:04 |                                 |                             |               |                                          |                                          |                                |                                |
| 29 de outubro 21:04 |                                 | Exército dos Estados Unidos | Suborbital    | Aeronomia                                | 29 de outubro                            | Sucesso                        |                                |
| 29 de outubro 21:04 | Apogeu: 137 quilômetros (85 mi) |                             |               |                                          |                                          |                                |                                |

### Novembro
| Data e hora (UTC)   | Foguete                        | Foguete                     | Número do voo | Local de lançamento                      | Local de lançamento                      | LSP                         | LSP                         |
| Data e hora (UTC)   |                                | Carga útil                  | Operador      | Órbita                                   | Função                                   | Decaimento (UTC)            | Resultado                   |
| Data e hora (UTC)   | Observações                    | Observações                 | Observações   | Observações                              | Observações                              | Observações                 |                             |
| ------------------- | ------------------------------ | --------------------------- | ------------- | ---------------------------------------- | ---------------------------------------- | --------------------------- | --------------------------- |
| 1 de novembro 09:45 | Aerobee XASR-SC-1              | Aerobee XASR-SC-1           |               | Complexo de lançamento 35 de White Sands | Complexo de lançamento 35 de White Sands | Exército dos Estados Unidos | Exército dos Estados Unidos |
| 1 de novembro 09:45 |                                |                             |               |                                          |                                          |                             |                             |
| 1 de novembro 09:45 |                                | Exército dos Estados Unidos | Suborbital    | Aeronomia                                | 1 de novembro                            | Sucesso                     |                             |
| 1 de novembro 09:45 | Apogeu: 66 quilômetros (41 mi) |                             |               |                                          |                                          |                             |                             |
| 3 de novembro 00:35 | Aerobee XASR-SC-1              | Aerobee XASR-SC-1           |               | Complexo de lançamento 35 de White Sands | Complexo de lançamento 35 de White Sands | Exército dos Estados Unidos | Exército dos Estados Unidos |
| 3 de novembro 00:35 |                                |                             |               |                                          |                                          |                             |                             |
| 3 de novembro 00:35 |                                | Exército dos Estados Unidos | Suborbital    | Aeronomia                                | 3 de novembro                            | Sucesso                     |                             |
| 3 de novembro 00:35 | Apogeu: 66 quilômetros (41 mi) |                             |               |                                          |                                          |                             |                             |

## Resumo de lançamentos suborbitais

### Por país
- União Soviética: 33
- Estados Unidos: 25

| País            | Lançamentos | Sucessos | Falhas | Falhas parciais |
| --------------- | ----------- | -------- | ------ | --------------- |
| União Soviética | 33          | 31       | 1      | 1               |
| Estados Unidos  | 25          | 17       | 7      | 1               |

### Por foguete
- American V-2
- Viking (primeiro modelo)
- Aerobee RTV-N-10
- Aerobee XASR-SC-1
- Aerobee RTV-A-1
- Aerobee RTV-A-1b
- R-1
- R-1B
- R-1V
- R-2

| Foguete                  | País            | Lançamentos | Sucessos | Falhas | Falhas parciais | Observações               |
| ------------------------ | --------------- | ----------- | -------- | ------ | --------------- | ------------------------- |
| V-2                      | Estados Unidos  | 6           | 2        | 4      | 0               |                           |
| Viking (primeiro modelo) | Estados Unidos  | 1           | 1        | 0      | 0               |                           |
| Aerobee RTV-N-10         | Estados Unidos  | 4           | 3        | 1      | 0               |                           |
| Aerobee XASR-SC-1        | Estados Unidos  | 4           | 3        | 1      | 0               |                           |
| Aerobee RTV-A-1          | Estados Unidos  | 9           | 7        | 1      | 1               |                           |
| Aerobee RTV-A-1b         | Estados Unidos  | 1           | 1        | 0      | 0               | Voo inaugural             |
| R-1                      | União Soviética | 16          | 16       | 0      | 0               | Voo inaugural, aposentado |
| R-1B                     | União Soviética | 2           | 1        | 1      | 0               | Voo inaugural, aposentado |
| R-1V                     | União Soviética | 2           | 2        | 0      | 0               | Voo inaugural, aposentado |
| R-2                      | União Soviética | 13          | 12       | 0      | 1               |                           |